# Боноз (комит Востока)
Боноз (лат. Bonosus) — византийский государственный деятель, занимавший должность почётного консула в 609 и пост комита Востока в 609—610 годах. Отличался жестокостью. В годы правления диоцезом совершил большое количество казней мятежников и противников действующей власти империи. Неудачно противостоял мятежу Ираклидов и был убит в ходе штурма Константинополя.

## Биография
В 609 году Боноз был консулом, после чего занял пост комита Востока. На должность его назначил император-узурпатор Фока. На ней он начал подавление еврейских и прочих восстаний, которые на тот момент развернулись в Антиохии, Иерусалиме и других городах диоцеза Восток. Впрочем, по мнению Ю. А. Кулаковского, основной целью операций Боноза была расправа над монофизитским клиром. Данное восстание носило скорее религиозный, нежели политический характер несмотря на то, что «нити политики и религии были неразличимы в ткани истории в тот период». Первые попытки справиться с мятежом окончились провалом. Тогда Боноз собрал войска и с особой жестокостью прошёлся по городам, разбив и казнив многих мятежников. В начале XX века Альфред Батлер писал о том, что Боноз настолько хорошо (или наоборот плохо) выполнил свою крайне кровавую работу, что «заслужил презрение и ужас». Батлер писал, что Боноз с восторгом принял само предложение направиться подавлять восстание, поскольку был под стать самому императору, — по выражению Иоанна Никиусского, такой же «свирепой гиеной, что наслаждалась резнёй». В том же году Боноз посетил святого Феодора Сикеота, от которого намеревался получить благословение. Молва о грозной репутации военачальника уже разошлась по миру, из-за чего присутствовавшие при даровании благословения сильно испугались за святого, когда тот потянул Боноза вниз за волосы. Однако, по сообщениям наблюдавших за сценой, Боноз отнёсся к обряду, включая получение выговора со стороны Феодора и необходимость пожертвования, с пониманием.
Когда Боноз находился в Кесарии Палестинской, до него дошли вести о падении Александрии в Египте в ходе мятежа Никиты, двоюродного брата пришедшего к власти после его победы императора Ираклия. Народ при приближении мятежников к городам с осуждением Боноза переходил на сторону Ираклия, Никиты и их людей. Фока приказал ему направиться в Египет для обеспечения безопасности империи. Ранее Боноз направил в город диких зверей и орудия пыток для устрашения и усмирения мятежников, в связи с чем в городе его уже знали с негативной стороны и относились с неприязнью. Он мог отплыть в Египет из Птолемаиды. По прибытии в Египет он занял город Пелузий. Полководцы Ираклия Платон и Феодор, возглавлявшие армию в окрестностях Атрибиса, с тревогой наблюдали за передвижением военачальника. Они послали за помощью в то время как Боноз, не теряя времени, направился вверх по западному берегу Нила. Следом он объединился с префектом Атрибиса Маркианом и Христодорой, дамой, которая из жажды мести решительно поддерживала императорские войска. В ходе наступления, по словам Иоанна Никиусского, Ираклий пытался договориться с имперскими войсками, послав к ним посольство, однако Христодора отвергла его. После этого они объединились с силами военачальника Павла и разбили армию, которую Ираклий и Никита послали против них. Часть мятежников попали в плен и были брошены в кандалы, другие пали в ходе боя, третьих отбросили в воду. Ранее преследовавший Боноза военачальник Бонакис был взят в плен живым, однако имперцы казнили его. Та же участь постигла и ещё одного полководца, Леонтия. Боноз взял город Никиу, который не мог противостоять победоносной, на тот момент, армии Боноза несмотря на свои укрепления. Местного епископа и канцлера, что вышли к нему на поклон, военачальник жестоко наказал: второго он бросил за решётку, отштрафовав на три тысячи золотых монет и выпустив только когда он был близок к голодной смерти, а первого обезглавил после того, как увидел лежащие из-за его действий на земле обезглавленные статуи Фоки. Следом он казнил ещё трёх пресвитеров и двух военачальников. После этого Боноз казнил многих участников восстания, в особенности тех, кто ранее служил Фоке. После этой победы Боноз стал «полноправным хозяином дельты Нила», а повстанцы, что боялись столкнуться с ним и его армией, со всех концов Египта двигались к Александрии. Сам Боноз тоже направился туда, преодолев лёгкий путь по западному течению Нила, а затем и по ведущему в Александрию каналу. Павла же он отправил по морю на кораблях в сторону города.
Когда Боноз прибыл к Александрии, его ждал хорошо укреплённый город, на стенах которого находилось значительное количество осадных машин, а внутри него находилась большая армия как из регулярных пехотных подразделений, так и из моряков и нерегулярных отрядов. Корабли Павла не могли даже приблизится к городу, поскольку противник бросал в корабли огромные камни, которые приносили крайне смертоносный эффект. Боноз же, по крайней мере в конце пути, двигался к городу по суше, однако, по предположению Батлера, большую часть пути он всё же преодолел по каналу Клеопатры, то есть основному рукаву Нила. Близ Александрии произошла крупная битва с армией противника, закончившаяся решительной победой мятежников, которую им, по словам византиниста Анри Грегуара, удалось одержать благодаря помощи прасинов («зелёных»). В ней погибли многие воины, включая Маркиана, а Бонозу с несколькими сподвижниками удалось бежать в Кариун. Присоединившийся к нему Павел направился в Никею, в то время как Боноз на кораблях некоторое время патрулировал вокруг Александрия, предприняв несколько безуспешных попыток убийства Никиты. Последний в дальнейшем выступил против него и занял форт Мануф, где казнил трёх старейшин. Боноз ушёл из Египта, изначально прибыв в Палестину, однако там его приняли со всей враждебностью и недружелюбием, из-за чего ему пришлось направиться в столицу империи Константинополь.
Когда в начале октября флот Ираклия достиг столицы империи, Фока направил Боноза противостоять попыткам высадки сил на сушу. Однако в этот момент против военачальника обратились его же солдаты, включая членов партии «зелёных». Из-за этого Бонозу пришлось бежать, однако перед этим был совершён поджог гавани Кесарии. Ответственный за это неизвестен: это мог быть как Боноз, так и противостоящие ему солдаты. После этого он бежал на лодке в другую константинопольскую гавань Юлиана. Там один из экскувиторов убил Боноза в воде. После этого тело вытащили из воды. Прасины, над частью которых Боноз жестоко расправился в Антиохии, протащили его тело по Константинополю. После этого его доставили в Воловий форум, где сожгли. Известно, что император Фока даже посылал против Боноза императорские колесницы, чтобы не дать ему бежать, а его богатства якобы бросил в море вместе с казной чтобы они не достались бунтовщикам. Согласно антииудейскому посланию «Иаков Жидовин», члены фракции «синих» бежали из диоцеза Восток на Родос, где их якобы перебили за то, что они были сторонниками Боноза. Антиох Стратиг писал, что в подземном мире Боноз подвергся тому же страшному наказанию, что и Юлиан Отступник: заточению в запертый колодец, что не открывался со времени смерти последнего.